# Walter van Verona
Walter, in het Latijn Walterius (nabij Ulm, 11e eeuw –  , 1055), was bisschop van Verona van 1037 tot 1055. Dit bisdom lag in het markgraafschap Verona van het Heilige Roomse Rijk. Walter ondersteunde de Duitse kerkenpolitiek van keizer Koenraad II en diens zoon en medekoning Hendrik, de latere keizer Hendrik III. Deze politiek was erop gericht het keizerschap te ondersteunen in het bestuur.

## Levensloop

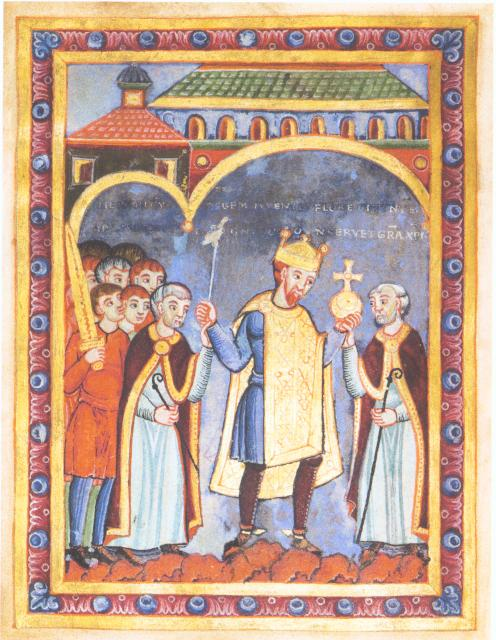
Keizer Hendrik III is afgebeeld, de sterke man achter Walter van Verona

Walter was afkomstig uit Zwaben, meest waarschijnlijk uit de buurt van Ulm. Keizer Koenraad II installeerde Walter in 1037 tot bisschop van Verona. Het was een van de vele benoemingen van Duitsers in Italiaanse bisdommen, zelfs tot in Rome toe. Meermaals smeekte Walter de keizer om giften en privilegies voor het klooster van Zeno in Verona. Dit alles verkreeg Walter, zowel van keizer Koenraad II als diens zoon Hendrik III. Relikwieën van de heilige Zeno bracht Walter nochtans over naar zijn thuisstad Ulm.
In 1050 ontving Walter paus Leo IX, neef van keizer Hendrik III. De paus was op een van zijn terugreizen van Duitsland naar Rome en verbleef bij Walter tijdens de Kerstdagen.
Bisschop Walter stierf in 1055. Een kroniekschrijver schreef later over hem dat Walter veel aalmoezen wegschonk en een goede prediker was.